# Поросний Василь Васильович
Поросний Василь Васильович (1873, село Міські Млини — 1942, Москва) — український народний майстер художньої кераміки.

## Біографічні відомості
Фахову підготовку отримав у гончаря Федора Чирвенка та Опішнянській земській гончарній майстерні. З 1894 року разом з родиною виготовляв продукцію і продавав на базарах і ярмарках Полтавської губернії, займався бджільництвом та хліборобством. Під час колективізації Поросного розкуркулили як заможного господаря. Перед війною на запрошення Академії архітектури СРСР він разом зі старшим сином Василем виїхав до Москви, де продовжував займатися гончарюванням.

Настінна таріль роботи Василя Поросного «Запорожці», 1910 рік. Дніпропетровський національний історичний музей ім. Д. Яворницького

## Творчість
Виготовляв гончарний посуд (миски, тарілки, глечики, куманці, барильця, вази), розписуючи його в техніці фляндрування і ріжкування рослинним орнаментом у поєднанні із зображенням птахів. У творчості Поросного позначилися впливи українських народних традицій і стилю модерн. Виготовляв також статуетки і групи із зображенням національних типів, народних музик, гончаря за роботою, постать Тараса Шевченка та інших діячів. За допомогою гіпсових форм робив дрібну натуралістичну пластику і погруддя, а також хрести.

## Досягнення
Твори Поросного експонувалися на багатьох виставках: у Харкові й Курську (1896), Ромнах (1899, 1908, 1910), Всеросійських кустарних у Санкт-Петербурзі (1902, 1907, 1913) і Києві (1906, 1913), Полтаві (1909), Катеринославі (1910).
Мав золоту, срібні й бронзові медалі, грошові премії.
Роботи Поросного зберігаються у Національному музеї українського народного декоративного мистецтва, Національному музеї історії України, Музеї Івана Гончара, Музеї етнографії та художнього промислу, Полтавському краєзнавчому музеї, Дніпропетровському історичному музеї ім. Д. Яворницького, Російському етнографічному музеї.

## Інше
Походив з козацького стану.
Сини: Василь Васильович (1903 — ?) та Назар Васильович (14 жовтня 1905 — 25 травня 1974). Василь-молодший, переїхавши до Москви, полишив гончарювати і став офіцером. Назар проживав у Опішні, де займався батьковим ремеслом. Гончарював до кінця 1930-х. Після Другої світової війни працював трактористом.